# Kommunusamskipan Føroya
A Kommunusamskipan Føroya Feröer két önkormányzati szövetségének egyike. Tagjai jellemzően a nagyobb községek, míg a kisebbeket a Føroya Kommunufelag tömöríti. 7 tagja összesen a feröeri lakosság 69,1%-át fedi le. A szövetséget 1999. június 10-én alapították.

## Tagok
A szövetség tagjai a következők:
- Tórshavn község
- Klaksvík község
- Runavík község
- Tvøroyri község
- Fuglafjørður község
- Vágur község
- Sandur község

## Elnökök
A Kommunusamskipan Føroya elnökei:
| Időszak   | Név               | Község   |
| --------- | ----------------- | -------- |
| 1999–2000 | Jákup Lamhauge    | Runavík  |
| 2001–2004 | Jógvan Krosslá    | Vágur    |
| 2005–2006 | Rodmundur Nielsen | Runavík  |
| 2006–     | Heðin Mortensen   | Tórshavn |